# Анютино (Ивановская область)
Аню́тино — деревня в Палехском районе Ивановской области. Входит в состав Раменского сельского поселения.

## География
Деревня находится на расстоянии 9,1 км (по автодорогам) к северу от посёлка городского типа Палех, административного центра района.

### Часовой пояс
Деревня Анютино, как и вся Ивановская область, находится в часовой зоне МСК (московское время). Смещение применяемого времени относительно UTC составляет +3:00.

## Население
| 1905 | 2010 |
| ---- | ---- |
| 139  | ↘13  |